# Georg Möller (Ägyptologe)
Georg Möller (* 5. November 1876 in Caracas; † 2. Oktober 1921 in Uppsala) war ein deutscher Ägyptologe.

## Leben und Werk
Möller wurde als Sohn eines deutschen Kaufmanns in Venezuela geboren. Als er fünf Jahre alt war, zogen seine Eltern nach Hamburg, wo er aufwuchs. Nach dem Abitur am Johanneum studierte er ab 1896 an der Berliner Universität Ägyptologie bei Adolf Erman sowie semitische und klassische Philologie. Ab seinem ersten Semester arbeitete er im Berliner Ägyptischen Museum als Hilfsarbeiter. 1900 wurde er promoviert. Im Winter 1902/03 nahm er an den Grabungen von Ludwig Borchardt am Pyramidentempel des Niuserre in Abusir teil. Von September 1904 bis 1907 war er als Assistent des ägyptologischen Sachverständigen beim deutschen Generalkonsulat in Kairo Ludwig Borchardt tätig. Im August 1907 kündigte er wegen zu geringer Bezüge und ging nach Berlin zurück, wo er Direktorialassistent am Ägyptischen Museum wurde. Er habilitierte sich 1912 an der Universität Berlin, wo er anschließend als Privatdozent lehrte. 1916 wurde ihm der Titel Professor verliehen. Er starb an einem Anfall von Malaria, die er sich als deutscher Soldat im Ersten Weltkrieg in Kleinasien zugezogen hatte.
Möller war ein vielseitiger und auf allen Gebieten der Ägyptologie tätiger Gelehrter. In Ägypten führte er von 1905 bis 1906 im Auftrag der Deutschen Orient-Gesellschaft Grabungen im prähistorischen Gräberfeld von Abu Sir al Malaq durch. 1907/08 arbeitete er im Taltempel des Sahure in Abusir und leitete 1911 und 1913 im Auftrag des Berliner Museums Grabungen in Deir el-Medina (Theben-West). Seine bedeutendsten Forschungen leistete er jedoch auf dem Gebiet der hieratischen Schrift und Paläographie. Für das Ägyptische Museum in Berlin bearbeitete er die Mumienetiketten und die Metallobjekte.

## Veröffentlichungen (Auswahl)
- Ueber die in einem späthieratischen Papyrus des Berliner Museums erhaltenen Pyramidentexte. Paul, Berlin 1900 (= Dissertation).
- Hieratische Paläographie. Die aegyptische Buchschrift in ihrer Entwicklung von der fünften Dynastie bis zur römischen Kaiserzeit. 3 Bände. Hinrichs, Leipzig 1909. 2. Auflage Hinrichs, Leipzig 1936, Bd. 4 Ergänzungsheft Hinrichs, Leipzig 1936 (Digitalisat).
- Hieratische Lesestücke für den akademischen Gebrauch. 3 Bände. Hinrichs, Leipzig 1910–1927.
- Die beiden Totenpapyrus Rhind des Museums zu Edinburgh. Hinrichs, Leipzig 1913 (Digitalisat).
- Demotische Texte aus den Königlichen Museen zu Berlin. Bd. 1: Mumienschilder. Hinrichs, Leipzig 1913.
- Ägyptische Mumienporträts (= Wasmuth’s Kunsthefte  1). Wasmuth, Berlin 1919.
- Die Metallkunst der alten Ägypter. Wasmuth, Berlin 1924.
- Die archaeologischen Ergebnisse des vorgeschichtlichen Gräberfeldes von Abusir el-Meleq nach den Aufzeichnungen Georg Möllers. Bearbeitet von Alexander Scharff. Hinrichs, Leipzig 1926.